# ميليسا بولانهاجي
ميليسا كارمن بولانهاجوي  (ولدت في 16 أغسطس 1990) هي متزلجة فنية أمريكية سابقة .
مثلت الولايات المتحدة دوليًا من عام 2005 حتى عام 2010.
أصبحت صاحبة الميدالية البرونزية الوطنية الأمريكية للناشئين لعام 2006 وفازت بميداليتين في جائزة ISU الكبرى للناشئين
(ذهبية في 2008 JGP Italy وفضية في 2006 JGP Romania ).
بعد انتقالها إلى صفوف الكبار، فازت بالميدالية البرونزية في كأس نيبيلهورن عام 2010.
في عام 2011، قررت التنافس لصالح الفلبين.
فازت بالميدالية البرونزية في كأس آسيا المفتوحة عام 2013 ولقبين وطنيين في الفلبين (2012، 2013).
كما تنافست في بطولتين للقارات الأربع .
في عام 2019، أصبحت ممثلة إباحية تحت اسم المسرح جادا كاي .

## حياة مهنية

### التزلج الفني على الجليد
فازت بولانهاغي بالميدالية البرونزية للناشئين في بطولة الولايات المتحدة الأمريكية لعام ٢٠٠٦. وشاركت لأول مرة في بطولة ISU للناشئين الكبرى في الموسم التالي، محققةً الميدالية الفضية، ومحتلةً المركز الرابع في منافستها الأخرى.
تأهلت للنهائيات، حيث احتلت المركز الرابع.
في عام ٢٠٠٧، تعرضت بولانهاغي لالتواء كاحلها الأيمن مرتين وتمزق أحد أربطة ركبتها أثناء ممارستها تمارين رفع الأثقال الثلاثية.  
خلال موسم ٢٠٠٨-٢٠٠٩، فازت بالميدالية الذهبية في سباق الجائزة الكبرى للناشئين في إيطاليا، واحتلت المركز التاسع في سباقها الآخر.
في سبتمبر ٢٠١٠، فازت بأول ميدالية دولية لها على مستوى الكبار، وهي الميدالية البرونزية، في كأس نيبيلهورن في ألمانيا.
في سبتمبر 2011، أعلنت بولانهاجوي أنها ستتنافس في البطولة الوطنية للفلبين في نوفمبر 2011 وستصبح مؤهلة للأحداث الدولية في موسم 2012-2013 .  
حصلت على المركز السابع عشر في بطولة القارات الأربع لعام 2013 ، التي أقيمت في فبراير في أوساكا ، اليابان.
في أغسطس 2013، فازت بالميدالية البرونزية في كأس التزلج الفني الآسيوي المفتوح .
احتلت المركز الخامس عشر في بطولة القارات الأربع لعام 2015 في سيول ، كوريا الجنوبية.

### المواد الإباحية
منذ عام 2019، تعمل بولانهاجوي كممثلة إباحية تحت اسم المسرح جادا كاي.

## الحياة الشخصية
والدا بولانهاجي كلاهما من الفلبين .
إنها تتحدث وتفهم بعض اللغة التاغالوغية على الرغم من أنها ليست طليقة.
حصلت على جواز سفرها الفلبيني في أكتوبر 2011.

## البرامج
| موسم      | برنامج قصير                               | التزلج الحر                                   |
| --------- | ----------------------------------------- | --------------------------------------------- |
| 2013–2015 | - بيت الخناجر الطائرة by شيجيرو أومباياشي | - غاضب وميت مرة أخرى by رودريغو وغابرييلا     |
| 2012–2013 | - ديسكو مصري                              | - السيمفونية رقم 2 by Sergei Rachmaninov      |
| 2010–2011 | - رقصة التانغو                            | - كونشرتو البيانو رقم 2 by Sergei Rachmaninov |
| 2009–2010 | - مذكرات غيشا by جون ويليامز (موزع)       | - البؤساء by Claude-Michel Schönberg          |
| 2008–2009 | - مذكرات غيشا by جون ويليامز (موزع)       | - الرقص البطيء by بيل كونتي                   |
| 2007–2008 | - النمر الوردي by هنري مانشيني            | - هل نرقص؟ - الرقص القذر: ليالي هافانا        |
| 2006–2007 | - بيت الخناجر الطائرة by شيجيرو أومباياشي | - هل نرقص؟ - الرقص القذر: ليالي هافانا        |

## أبرز الأحداث التنافسية

### للفلبين
| دولي                              | دولي  | دولي       | دولي   | دولي       |
| حدث                               | 11–12 | 12–13      | 13–14  | 14–15      |
| --------------------------------- | ----- | ---------- | ------ | ---------- |
| أربع قارات                        |       | السابع عشر |        | الخامس عشر |
| الكأس الآسيوية                    |       |            | الثالث |            |
| بطولة الولايات المتحدة الكلاسيكية |       | السابع     |        |            |
| وطني                              |       |            |        |            |
| بطل الفلبين.                      | الأول | الأول      |        |            |

### بالنسبة للولايات المتحدة
| دولي                  | دولي        | دولي       | دولي   | دولي   | دولي       | دولي   |
| حدث                   | 05–06       | 06–07      | 07–08  | 08–09  | 09–10      | 10–11  |
| --------------------- | ----------- | ---------- | ------ | ------ | ---------- | ------ |
| كأس نيبيلهورن         |             |            |        |        |            | الثالث |
| دولي: جونيور          |             |            |        |        |            |        |
| نهائي JGP             |             | الرابع     |        |        |            |        |
| JGP بيلاروسيا         |             |            |        | التاسع |            |        |
| JGP بلغاريا           |             |            | الخامس |        |            |        |
| JGP جمهورية التشيك    |             | الرابع     |        |        |            |        |
| JGP إيطاليا           |             |            |        | الأول  |            |        |
| JGP رومانيا           |             | الثاني     |        |        |            |        |
| كأس غاردينا           | الأول       |            |        |        |            |        |
| NACS                  | الثاني      |            |        |        |            |        |
| وطني                  |             |            |        |        |            |        |
| بطل الولايات المتحدة. | الصف الثالث | الثاني عشر | الثامن |        | الثاني عشر | العاشر |

## روابط خارجية
- Melissa Bulanhagui at the International Skating Union
- Official website (archived version)
- ميليسا بولانهاجي على إنستغرام